# 道の駅美ヶ原高原
道の駅美ヶ原高原（みちのえき うつくしがはらこうげん）は、長野県上田市にある長野県道464号美ヶ原公園西内線の道の駅である。

## 施設
- 駐車場
  - 普通車：800台
  - 大型車：15台
  - 身障者用：4台
- トイレ
  - 男：12器
  - 女：4器
  - 身障者用：1器
- 公衆電話
- 美ヶ原高原美術館
- レストラン（2店舗）
- 軽食
  - ラーメン
  - ブルーベリーソフトクリーム
- 展望テラス
  - 佐久平を一望できる
- ショッピングモール
  - 地元特産品（おやきなど）
  - 美術館グッズ
  - フジテレビグッズミニコーナー

## 休館日
- 冬季閉鎖（11月下旬 - 4月下旬）
経路であるビーナスラインの一部および美ヶ原公園西内線が通行止めになるため。

## アクセス
- 長野県道464号美ヶ原公園西内線 - 登録路線

### バス路線
- 美ヶ原高原観光バス（季節運行）：上田駅お城口（1番のりば） - 生島足島神社（上田駅発乗車のみ・上田駅行き降車のみ） - 武石地域自治センター - 武石観光センター - 道の駅美ヶ原高原
- 松本バスターミナルよりアルピコ交通（旧・松本電鉄バス）美ヶ原高原美術館行きで約86分、終点下車。（休止中）
10月下旬 - 4月下旬は運休。
- 上田駅より千曲バス山本小屋行きで約106分、「美ヶ原高原美術館」下車。（休止中）
8月の土休日のみ運行。